# Proglucagón
Proglucagón es el nombre del precursor inactivo de la hormona glucagón, así como de otros compuestos bioquímicos. Es producido por las células alfa del páncreas así como por las células L en el intestino delgado.

## Bioquímica
El péptido llamado Proglucagón es una pro-hormona es decir una molécula grande y bioquímicamente inactiva.

El proglucagón tiene 160-180 aminoácidos, y se encuentra codificado por el gen llamado pre-pro-glucagón (GCG por sus siglas en inglés) en el cromosoma 2 (humano) en la posición 2q24.2.
El gen del pre-proglucagón se expresa principalmente en las células α, pero también en el cerebro y en las células L del intestino.
El proglucagón es una molécula proteica que se fragmenta en los siguientes componentes en diferentes órganos:
- Péptido señal (1-20): eliminado del preproglucagón para formar proglucagón
- Glicentina
  - Polipéptido pancreático relacionado con la glicentina (GRPP)
  - Oxintomodulina
    - Glucagón (53–81)
    - Péptido interviniente 1
- Fragmento de proglucagón mayor (MPGF)
  - GLP-1 Péptido similar al glucagón tipo 1
  - Péptido interviniente 2
  - GLP-2 Péptido similar al glucagón tipo 2

## Síntesis
El proglucagón está codificado por un solo gen y un ARN mensajero único, principalmente en las células alfa del páncreas.

El pro-glucagón es un péptido inactivo, procesado por ruptura proteolítica produciendo así el péptido hormonal llamado Glucagón, además de otros péptidos biológicamente inactivos.
El gen del proglucagón es también expresado en la porción terminal del intestino delgado en los endocrinocitos intestinales llamados células L, seguido por proteólisis, forma otros péptidos similares al glucagón, Péptido similar al glucagón tipo 1 y tipo 2 y la oxintomodulina. En la literatura se encuentra que a estos péptidos se les llamaba enteroglucagón.
El gen del preproglucagón se expresa principalmente en las células α, pero también en el cerebro y en las células L del intestino.

## Función
El proglucagón es una molécula biológicamente inactiva, solo después de la proteólisis pancreática o intestinal se forman productos activos:
- glucagón: participa en el control del metabolismo de la glucosa;
- GLP-1: suprime la liberación de glucagón y potencia la producción de insulina;
- GLP-2: funciones aún no especificadas, probablemente contribuya en la proliferación de células epiteliales en el intestino.
- Oxintomodulina: puede que participe en la inhibición de la secreción y motilidad gástrica y de las secreciones pancreáticas.

Otros compuestos como la glicentina no tienen función biológica aparente. Indiferentemente de la actividad de cada péptido proveniente del proglucagón, todas son producidas y secretadas a la circulación sanguínea como respuesta a la ingestión de alimentos, en especial los que contienen carbohidratos y lípidos.